# Греннинг-Вильде, Зельма Петровна
Зельма Петровна Греннинг-Вильде (1840, Дерпт — после 1913) — российская певица (сопрано) и музыкальный педагог.

## Биография
Училась в Санкт-Петербурге у Феликса Ронкони, с 1865 года у Густава Энгеля в Берлине и, наконец, снова в Петербурге у Генриетты Ниссен-Саломан. Выступала преимущественно как камерная певица. Участница российской премьеры «Реквиема» Верди (Павловск, 25 июля 1881).
С 1884 года преподавала на музыкальных курсах Е. П. Рапгофа; среди её учеников — Мария Долина, Мария Михайлова, Юлия Носилова, Ольга Ольгина, Магдалина Руджиери, Александра Рунге (Семёнова), Ольга Энквист, Мария Янова.